# Bedla
Rod bedla v češtině označuje více taxonů hub:
- Bedla (Chamaemyces)
- Bedla (Chlorophyllum)
- Bedla (Cystolepiota)
- Bedla (Echinoderma)
- Bedla (Lepiota)
- Bedla (Leucoagaricus)
- Bedla (Leucocoprinus)
- Bedla (Macrolepiota)
- Bedla (Pulverolepiota)
- Bedla (Sericeomyces)